# Malý Čepčín
Malý Čepčín – wieś i gmina (obec) w powiecie Turčianske Teplice, kraju żylińskim, w północno-centralnej Słowacji. Znajduje się w Kotlinie Turczańskiej nad rzeką Teplica. Wieś lokowana w roku 1254.

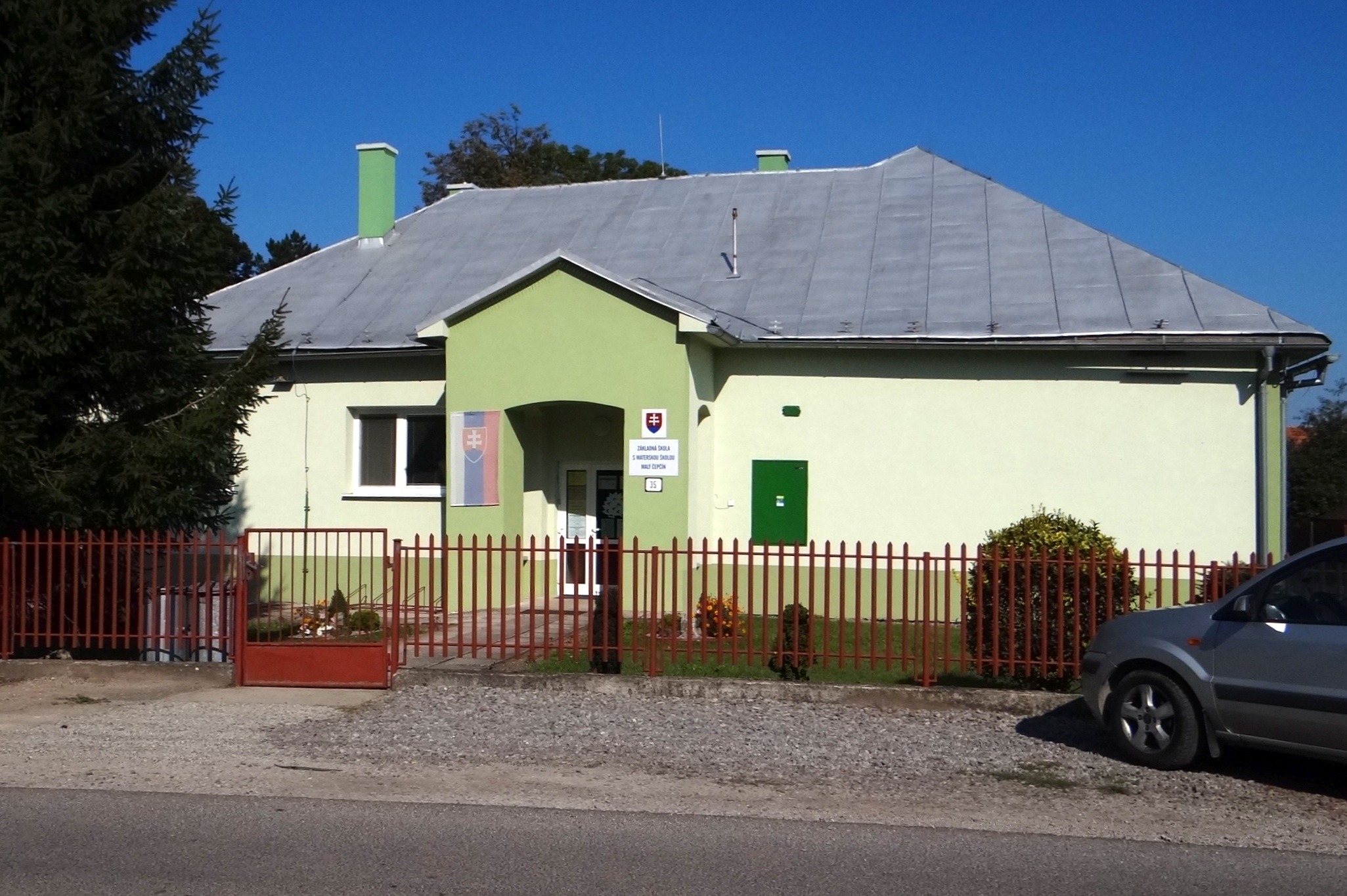
Budynek gminy
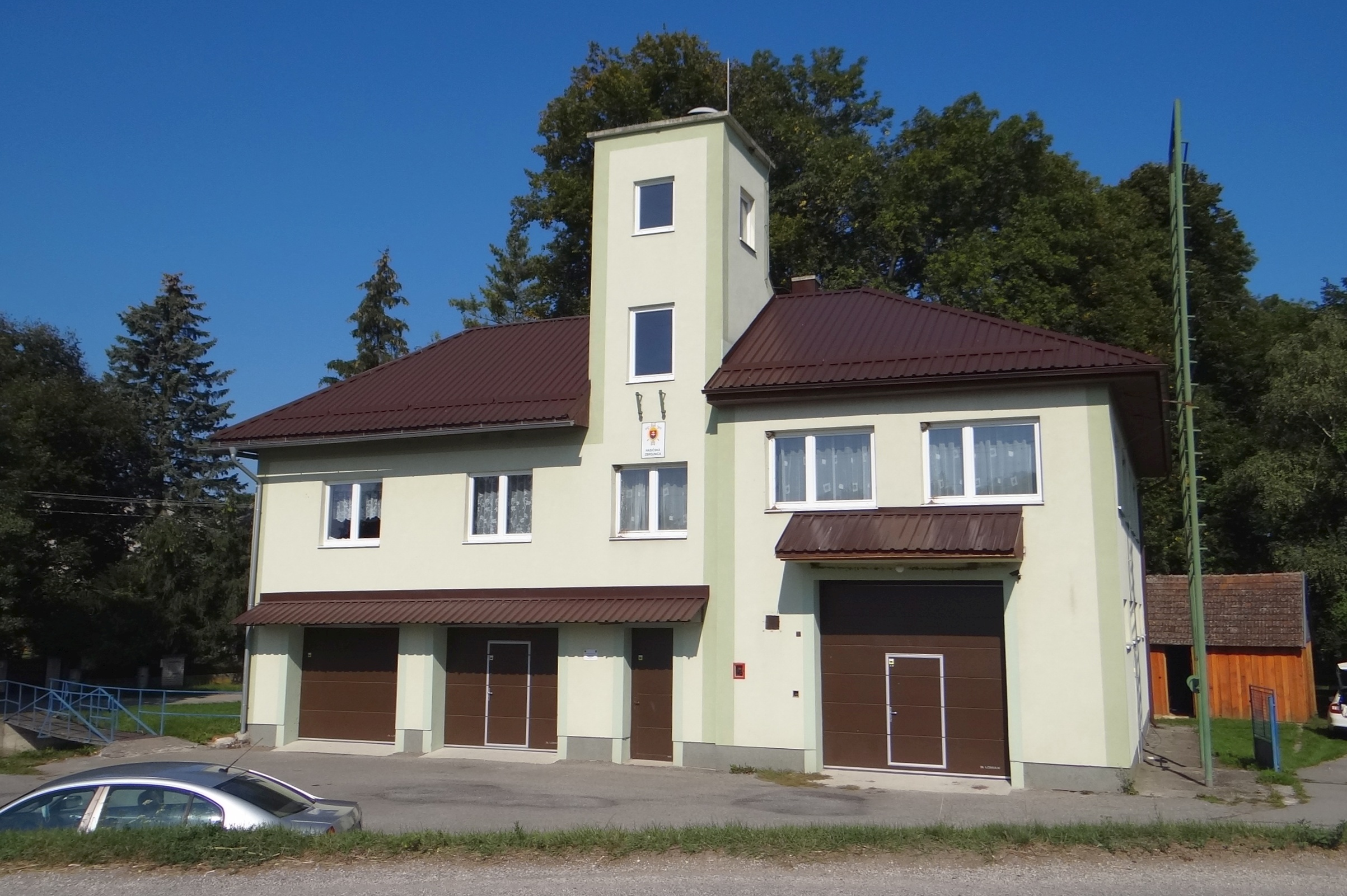
Remiza strażacka
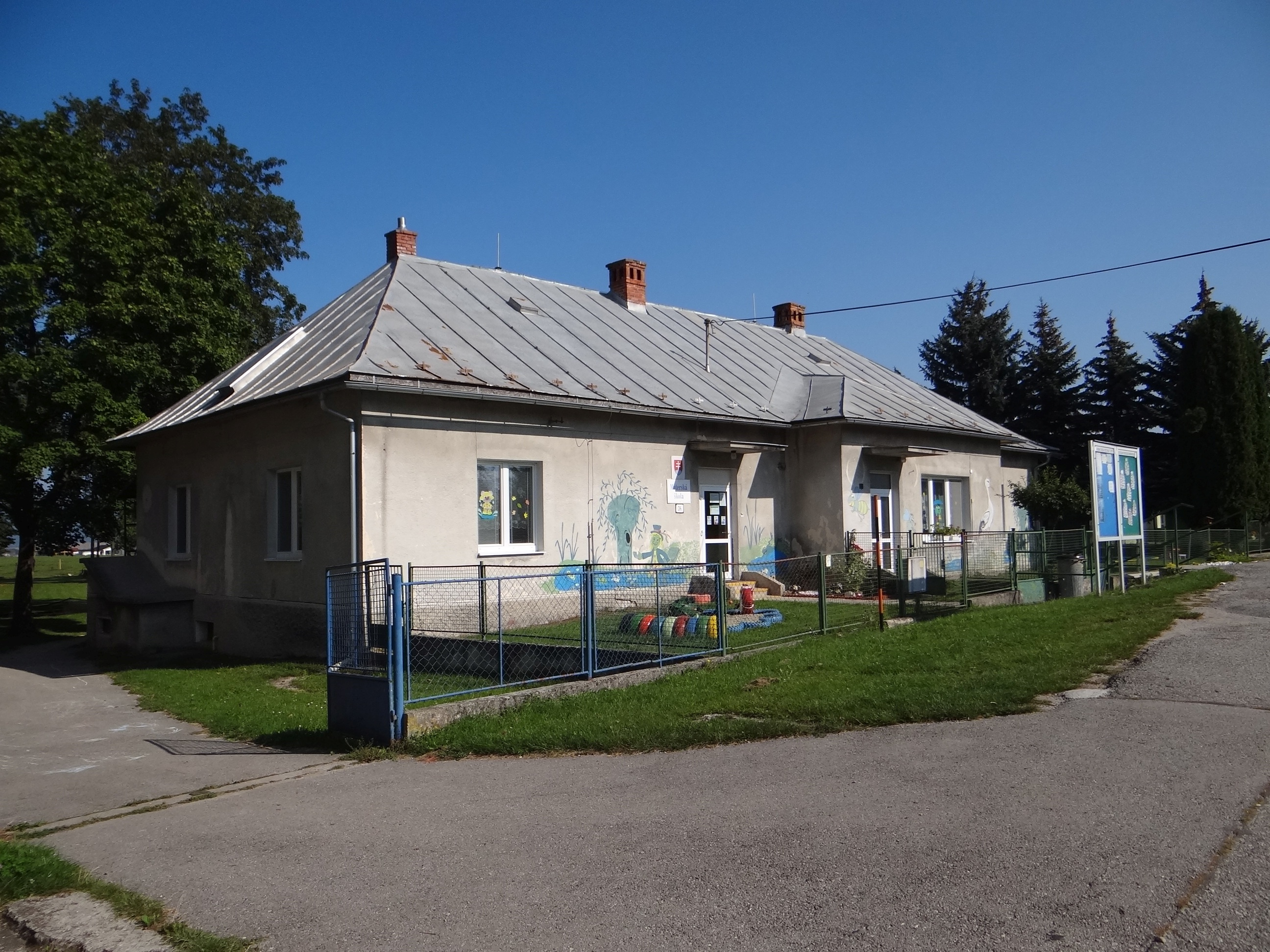
Szkoła
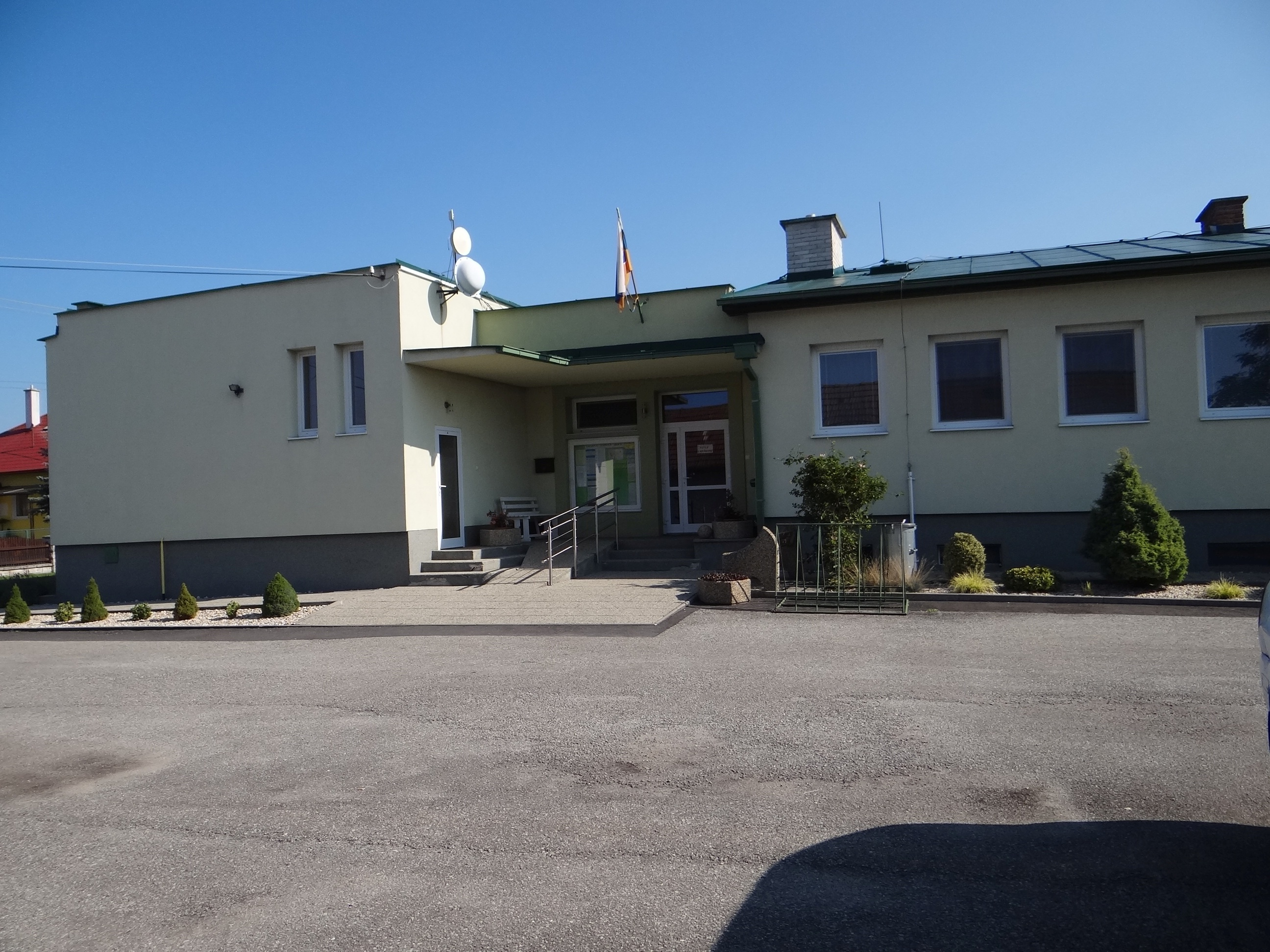